# おんなの夢
「おんなの夢」（おんなのゆめ）は、1975年1月25日に発売された八代亜紀の10枚目のシングル。

## 収録曲
- 両楽曲共に、作詞：悠木圭子／作曲：鈴木淳

1. おんなの夢（3分47秒）
編曲：馬場良
2. 雨の港町（3分11秒）
編曲：竹村次郎